# Isomonia alberti
Isomonia alberti är en musselart som först beskrevs av Philippe Dautzenberg och Fischer 1896.  Isomonia alberti ingår i släktet Isomonia och familjen sadelostron. Inga underarter finns listade i Catalogue of Life.